# Winter Tour Holiday CD-R
Winter Tour Holiday CD-R è un EP dei La Dispute autopubblicato il 25 dicembre 2008. Si tratta di un CD allegato ad un'edizione speciale limitata invernale di Here, Hear II. Contiene due canzoni ispirate al Natale: una è la celebre poesia natalizia 'Twas the Night Before Christmas, attribuita a Clement Clarke Moore, recitata da Jordan con alcuni "effetti speciali" di sottofondo ed un'introduzione di chitarra; l'altra è una canzone strumentale intitolata First Snow in Silent Grand Rapids (Grand Rapids è la città natale della band).
Le due canzoni sono state registrate e mixate da Brad. La prima è stata registrata nel reparto per il camino della Modern Hardware, un negozio di oggetti per la casa; la seconda nel magazzino di Grand Rapids dove sono stati registrati anche altri album della band.

## Tracce
1. Twas the Night Before Christmas – 3:32
2. First Snow in Silent Grand Rapids – 2:34

## Formazione
- Jordan Dreyer
- Chad Sterenburg
- Brad Vander Lugt
- Adam Vass
- Kevin Whittemore